# Limosina brunneiptera
Limosina brunneiptera är en tvåvingeart som beskrevs av Papp 1973. Limosina brunneiptera ingår i släktet Limosina och familjen hoppflugor. Inga underarter finns listade i Catalogue of Life.